# Critérium Internacional 2011
El Critérium Internacional 2011 es una prueba ciclista que se disputó entre el 26 y el 27 de marzo, sobre un trazado de 258 km divididos en 3 etapas en 2 días, en Porto-Vecchio (Córcega del Sur) y sus alrededores. 
La prueba perteneció al UCI Europe Tour dentro de la categoría 2.HC (máxima categoría de estos circuitos).
La carrera tuvo un recorrido casi idéntico a la de la pasada edición.
Tomaron parte en la carrera 16 equipos: 9 de categoría UCI ProTeam (Team RadioShack, Sky Procycling, Team Garmin-Cervélo, Leopard Trek, Ag2r La Mondiale, Euskaltel-Euskadi, Movistar Team, Vacansoleil-DCM Pro Cycling Team y Pro Team Astana); 7 de categoría Profesional Continental (FDJ, Team Europcar, Skil-Shimano, Cofidis, le Crédit en Ligne, Bretagne-Schuller y Saur-Sojasun); y 1 francés de categoría Continental (BigMat-Auber 93). Formando así un pelotón de 123 ciclistas aunque finalmente fueron 122 tras la baja de última hora de Michael Rogers (Sky), con 8 corredores cada equipo (excepto el mencionado Sky y el Garmin-Cervélo, Euskaltel-Euskadi y Astana que salieron con 7 y el Vacansoleil-DCM que salió con 6), de los que acabaron 101.
El ganador final fue Fränk Schleck tras hacerse con la etapa de montaña consiguiendo una ventaja suficiente como para alzarse con la victoria. Le acompañaron en el podio Vasil Kiryienka y Rein Taaramäe, respectivamente.
En las clasificaciones secundarias se impusieron Vasil Kiryienka (puntos), Pim Lightart (montaña), Rein Taaramäe (jóvenes) y Movistar (equipos).

## Etapas
| Etapa | Fecha       | Recorrido                       | km        | Ganador        | Líder         |
| ----- | ----------- | ------------------------------- | --------- | -------------- | ------------- |
| 1.ª   | 26 de marzo | Porto-Vecchio-Col de l’Ospedale | 198       | Fränk Schleck  | Fränk Schleck |
| 2.ª   | 27 de marzo | Porto-Vecchio-Porto-Vecchio     | 75        | Simon Geschke  | Fränk Schleck |
| 3.ª   | 27 de marzo | Porto-Vecchio-Porto-Vecchio     | 7,5 (CRI) | Andreas Klöden | Fränk Schleck |

## Clasificaciones finales
| \| 1. \| Fränk Schleck \| 7h 13' 12" \| \| 2. \| Vasil Kiryienka \| + 13" \| \| 3. \| Rein Taaramäe \| + 30" \| \| 4. \| Alexandre Geniez \| + 1' 14" \| \| 5. \| Tiago Machado \| + 1' 15" \| \| 6. \| Jean-Christophe Péraud \| + 1' 16" \| \| 7. \| Ryder Hesjedal \| + 1' 19" \| \| 8. \| Pierrick Fédrigo \| + 1' 23" \| \| 9. \| David López \| + 1' 25" \| \| 10. \| Serguéi Lagutín \| m.t. \| |                        |            |
| 1. | Fränk Schleck          | 7h 13' 12" |
| 2. | Vasil Kiryienka        | + 13"      |
| 3. | Rein Taaramäe          | + 30"      |
| 4. | Alexandre Geniez       | + 1' 14"   |
| 5. | Tiago Machado          | + 1' 15"   |
| 6. | Jean-Christophe Péraud | + 1' 16"   |
| 7. | Ryder Hesjedal         | + 1' 19"   |
| 8. | Pierrick Fédrigo       | + 1' 23"   |
| 9. | David López            | + 1' 25"   |
| 10. | Serguéi Lagutín        | m.t.       |

| \| 1. \| Vasil Kiryienka \| 16 p. \| \| 2. \| Fränk Schleck \| 15 p. \| \| 3. \| Andreas Klöden \| 15 p. \| |                 |       |
| 1. | Vasil Kiryienka | 16 p. |
| 2. | Fränk Schleck   | 15 p. |
| 3. | Andreas Klöden  | 15 p. |

| \| 1. \| Pim Lightart \| 24 p. \| \| 2. \| Renaud Dion \| 16 p. \| \| 3. \| Yukihiro Doi \| 12 p. \| |              |       |
| 1.                                                                                                   | Pim Lightart | 24 p. |
| 2.                                                                                                   | Renaud Dion  | 16 p. |
| 3.                                                                                                   | Yukihiro Doi | 12 p. |

| \| 1. \| Rein Taaramäe \| 7h 13' 42" \| \| 2. \| Alexandre Geniez \| + 44" \| \| 3. \| Cyril Gautier \| + 1' 08" \| |                  |            |
| 1. | Rein Taaramäe    | 7h 13' 42" |
| 2. | Alexandre Geniez | + 44"      |
| 3. | Cyril Gautier    | + 1' 08"   |

| \| 1. \| Movistar \| 21h 42' 35" \| \| 2. \| Leopard Trek \| + 4' 55" \| \| 3. \| Garmin-Cervélo \| + 5' 10" \| |                |             |
| 1. | Movistar       | 21h 42' 35" |
| 2. | Leopard Trek   | + 4' 55"    |
| 3. | Garmin-Cervélo | + 5' 10"    |